# Эверсе, Ян
Ян Эверсе (нидерл. Jan Everse; род. 5 января 1954, Роттердам, Южная Голландия) — нидерландский футболист и тренер. Выступал на позиции защитника.
Профессиональную карьеру начинал в роттердамском «Фейеноорде», считался преемником Тео ван Дёйвенбоде. В составе клуба становился чемпионом Нидерландов и обладателем Кубка УЕФА. Будучи игроком «Фейеноорда», сыграл два матча за сборную Нидерландов, дебютировав 30 апреля 1975 года в матче против Бельгии.
В 1977 году после конфликта с тренером перешёл в стан главного соперника «Фейеноорда», в амстердамский «Аякс». В новом клубе быстро стал основным игроком, но, отыграв за амстердамцев всего три сезона, был вынужден завершить карьеру из-за тяжёлой травмы колена. В составе «Аякса» дважды завоёвывал титул чемпионов страны и выиграл один Кубок Нидерландов.
Тренерскую карьеру начал в любительском клубе «Свифт Бойз». Работал также с командами «Зволле», «Эксельсиор», «Херенвен», «Йокерит» и «Спарта».

## Биография
Ян Эверсе родился 5 января 1954 года в городе Роттердаме. Отец Яна, Ян Эверсе-старший, также был футболистом, он выступал за роттердамские команды «Нептюнус» и «Ксерксес» и даже в 1949 году сыграл три матча за сборную Нидерландов. Ян-младший начал заниматься футболом в той же команде, в которой выступал и его отец, в роттердамском «Ксерксесе».
В 15 лет Ян перешёл в футбольную секцию «Фейеноорда», а уже через четыре года в 18 лет дебютировал на профессиональном уровне. Дебют Эверса пришёлся на матч Высшего дивизиона Нидерландов против «Роды», состоявшийся 4 ноября 1973 года. Перед матчем с «Родой» в команде было травмировано несколько ведущих игроков, таких как Ринус Исраэл, Дик Схнейдер и Хенк Вери, поэтому главному тренеру «Фейеноорда», Вилу Курверу, пришлось выставлять на левый фланг обороны молодого Эверса. Роттердамский клуб дома крупно обыграл «Роду» со счётом 3:0, а Ян отыграл в игре все 90 минут.
Уже через два дня, 6 ноября, Эверсе дебютировал во втором раунде Кубка УЕФА, в гостях роттердамский клуб встречался с польской «Гвардией» из Варшавы, тот матч был ответным, а в первой игре «Фейеноорд» победил со счётом 3:1. В гостях «Фейеноорд» уступил полякам со счётом 1:0, единственный мяч с пенальти в конце первого тайма забил Ришард Шимчак, но, несмотря на это, «Фейеноорд» по сумме двух матчей вышел в следующий раунд. В дебютном сезоне Ян сыграл три матча в чемпионате, став при этом чемпионом страны, а также обладателем Кубка УЕФА, даже несмотря на то, что в финальных матчах Эверсе участие не принимал.

## Статистика выступлений

### Клубная карьера
| Клуб             | Сезон            | Лига | Лига | Кубки | Кубки | Европейские кубки | Европейские кубки | Итого | Итого |
| Клуб             | Сезон            | Игры | Голы | Игры  | Голы  | Игры              | Голы              | Игры  | Голы  |
| ---------------- | ---------------- | ---- | ---- | ----- | ----- | ----------------- | ----------------- | ----- | ----- |
| Фейеноорд        | 1973/74          | 3    | 0    | ?     | ?     | 2                 | 0                 | ?     | ?     |
| Фейеноорд        | 1974/75          | 22   | 0    | ?     | ?     | 3                 | 0                 | ?     | ?     |
| Фейеноорд        | 1975/76          | 16   | 1    | ?     | ?     | 2                 | 0                 | ?     | ?     |
| Фейеноорд        | 1976/77          | 5    | 1    | ?     | ?     | 0                 | 0                 | ?     | ?     |
| Фейеноорд        | Итого            | 46   | 2    | ?     | ?     | 7                 | 0                 | ?     | ?     |
| Аякс             | 1977/78          | 32   | 0    | 5     | 0     | 6                 | 0                 | 43    | 0     |
| Аякс             | 1978/79          | 27   | 0    | 7     | 0     | 4                 | 0                 | 38    | 0     |
| Аякс             | 1979/80          | 10   | 0    | 1     | 0     | 3                 | 1                 | 14    | 1     |
| Аякс             | Итого            | 69   | 0    | 13    | 0     | 13                | 1                 | 95    | 1     |
| Всего за карьеру | Всего за карьеру | 115  | 2    | ?     | ?     | 20                | 1                 | ?     | ?     |

### Матчи Эверсе за сборную Нидерландов
| Матчи Эверсе за сборную Нидерландов | Матчи Эверсе за сборную Нидерландов | Матчи Эверсе за сборную Нидерландов | Матчи Эверсе за сборную Нидерландов | Матчи Эверсе за сборную Нидерландов | Матчи Эверсе за сборную Нидерландов |
| ----------------------------------- | ----------------------------------- | ----------------------------------- | ----------------------------------- | ----------------------------------- | ----------------------------------- |
| №                                   | Дата                                | Соперник                            | Счёт                                | Голы Эверсе                         | Соревнование                        |
| 1                                   | 30 апреля 1975                      | Бельгия                             | 0:1                                 | —                                   | Товарищеский матч                   |
| 2                                   | 31 мая 1975                         | Югославия                           | 0:3                                 | —                                   | Товарищеский матч                   |

Итого: 2 матча / 0 голов; 0 побед, 0 ничьих, 2 поражения.

## Достижения
- Чемпион Нидерландов: 1974, 1979, 1980
- Обладатель Кубка Нидерландов: 1979
- Обладатель Кубка УЕФА: 1974